# Planquery
Planquery är en kommun i departementet Calvados i regionen Normandie i norra Frankrike. Kommunen ligger i kantonen Balleroy som ligger i arrondissementet Bayeux. År 2022 hade Planquery 248 invånare.

## Befolkningsutveckling
Antalet invånare i kommunen Planquery
Referens:INSEE